# 龍虎盟
《龍虎盟》（英語：El Dorado）是一部1966年的美國電影，由霍華·霍克斯執導兼監製，約翰·韋恩、罗伯特·米彻姆主演。

## 演員
- 約翰·韋恩
- 罗伯特·米彻姆

## 外部連結
- 開眼電影網上《龍虎盟》的資料（繁體中文）
- 豆瓣电影上《龙虎盟》的資料 （简体中文）
- 时光网上《龙虎盟》的資料（简体中文）
- AllMovie上的资料（英文）
- 爛番茄上的資料（英文）
- Box Office Mojo上的資料（英文）
- TCM电影资料库上的资料（英文）
- 互联网电影数据库（IMDb）上的资料（英文）